# Noctuelle dysodée
Hecatera dysodea
Espèce
Synonymes
- Aetheria dysodea (Denis & Schiffermüller, 1775)
- Mamestra chrysozona (Borkhausen, 1792)
- Mamestra dysodea (Denis & Schiffermüller, 1775)
- Miselia dysodea (Denis & Schiffermüller, 1775)
- Noctua dysodea (Denis & Schiffermüller, 1775)
- Polia dysodea (Denis & Schiffermüller, 1775)

La Noctuelle dysodée (Hecatera dysodea) est une espèce de lépidoptères de la famille des Noctuidae et du genre Hecatera décrite par Denis & Schiffermüller en 1775.

## Répartition
C'est une espèce paléarctique, largement répandue en Europe, on la retrouve du sud de l'Espagne jusqu'en Scandinavie. Elle est aussi présente en Russie ainsi que dans la partie ouest de la Chine.
Elle a été introduite aux États-Unis où l'espèce est maintenant établie dans plusieurs États de la côte ouest.

## Description
Dans son livre Handbook of British Lepidoptera Edward Meyrick décrit cette espèce de la façon suivante :
- Imago : « Les ailes antérieures sont blanchâtres irritées de gris, la zone médiane est couverte de gris et partiellement mélangée d'orange ; la ligne subbasale est blanchâtre, bordée antérieurement de noir mélangé d'orange ; la première et deuxième lignes sont blanchâtres, bordées intérieurement de noir ; les taches sont bordées de noir mélangé d'orange ; la ligne subterminale est formée de taches orange, précédée de quelques écailles noires. Les Ailes postérieures sont gris pâle, avec une couverture postérieure plus foncée. »[5]

- Chenille : « La larve est vert pâle terne, ou jaunâtre tacheté de brun ; la ligne dorsale est pâle à bords sombres ; la ligne latérale est sombre et indistincte ; les spiracles sont noirs et la tête est de couleur brun-ocre ou verdâtre terne »[5]

## Biologie
En France, l'imago peut être observée d'avril à septembre dans des milieux ou pousse différentes espèces d'Astéracées dont la chenille se nourrit des inflorescences.
Du fait du régime alimentaire de la chenille, cette espèce est considérée comme un potentiel ravageur de la laitue cultivée, plus particulièrement des laitues cultivées à des fins de production de graines,.

## Liste des sous-espèces
Selon GBIF (2 avril 2023) :
- Hecatera dysodea dysodea (Denis & Schiffermüller, 1775)
- Hecatera dysodea faroulti Rothschild, 1914
- Hecatera dysodea khala Rungs, 1972
- Hecatera dysodea nebulosa Hacker & Kautt, 1996

## Systématique
Le nom valide complet (avec auteur) de ce taxon est Hecatera dysodea (Denis & Schiffermüller), 1775.
L'espèce a été initialement classée dans le genre Noctua sous le protonyme Noctua dysodea Denis & Schiffermüller, 1775.
Ce taxon porte en français les noms vernaculaires ou normalisés suivants : La Noctuelle dysodée,.
Hecatera dysodea a pour synonymes :
- Aetheria dysodea (Denis & Schiffermüller, 1775)
- Hecatera africana Oberthür
- Hecatera antitypina Rothschild, 1914
- Hecatera caduca Herrich-Schäffer, 1850
- Hecatera chrysozona Borkhausen, 1792
- Hecatera flavicinctaminor Esper, 1790
- Hecatera innocens Staudinger, 1871
- Hecatera kaschmirensis Strand, 1917
- Hecatera khala (Rungs, 1972)
- Hecatera koechlini Thierry-Mieg, 1889
- Hecatera minor Esper
- Hecatera nigrofasciata Lempke, 1940
- Hecatera ornata de Villiers, 1789
- Hecatera plumbea Obraztsov, 1935
- Hecatera ranunculina Haworth, 1809
- Hecatera semiconfluens Lempke, 1964
- Hecatera spinaceae Vieweg, 1790
- Hecatera subflava Warren, 1910
- Hecatera turbida Höfner, 1897
- Mamestra chrysozona (Borkhausen, 1792)
- Mamestra dysodea (Denis & Schiffermüller, 1775)
- Miselia dysodea (Denis & Schiffermüller, 1775)
- Noctua dysodea Denis & Schiffermüller, 1775
- Polia dysodea (Denis & Schiffermüller, 1775)